# Circolo Pattinatori Grosseto 1951 2022-2023
Questa voce raccoglie le informazioni riguardanti il Circolo Pattinatori Grosseto 1951 nelle competizioni ufficiali della stagione 2022-2023.

## Maglie e sponsor
Lo sponsor ufficiale per la stagione 2022-2023 è Edilfox.
| 1ª divisa | 2ª divisa |

## Organico

### Giocatori
| N° | Naz.                   | Ruolo | Sportivo                 |  |  |  |
| -- | ---------------------- | ----- | ------------------------ |  |  |  |
| 2  | Inghilterra (bandiera) | E     | Alex Mount               |  |  |  |
| 4  | Argentina (bandiera)   | E     | German Nacevich          |  |  |  |
| 5  | Argentina (bandiera)   | E     | Pablo Saavedra           |  |  |  |
| 6  | Argentina (bandiera)   | E     | Mario Rodriguez Figueroa |  |  |  |
| 7  | Argentina (bandiera)   | E     | Gaston De Oro            |  |  |  |
| 8  | Italia (bandiera)      | E     | Stefano Paghi            |  |  |  |
| 9  | Italia (bandiera)      | E     | Alessandro Franchi       |  |  |  |
| 10 | Italia (bandiera)      | P     | Paride Sassetti          |  |  |  |
| 14 | Italia (bandiera)      | P     | Giovanni Menichetti      |  |  |  |
| 17 | Italia (bandiera)      | E     | Serse Cabella            |  |  |  |

### Staff tecnico
- Allenatore:  Michele Achilli
- Allenatore in seconda:  Stefano Chirone
- Meccanico: Giorgio Giusti

## Mercato
| Acquisti | Acquisti      | Acquisti | Acquisti |
| R.       | Nome          | da       |          |
| -------- | ------------- | -------- | -------- |
| E        | Gaston De Oro | Valdagno |          |

| Cessioni | Cessioni        | Cessioni        | Cessioni |
| R.       | Nome            | a               |          |
| -------- | --------------- | --------------- | -------- |
| P        | Raffaello Ciupi | Forte dei Marmi |          |